# Gunnar Mascoll Silfverstolpe
Oscar Gunnar Mascoll Silfverstolpe, född 21 januari 1893 i Rytterne församling, Västmanlands län, död 26 juni 1942 i Oscars församling, Stockholms län, var en svensk poet, översättare, litteratur- och konstkritiker i Stockholms-Tidningen samt intendent för Kungliga Husgerådskammaren och de kungliga konstsamlingarna 1920, överintendent från 1936. 

## Biografi
Silfverstolpe blev filosofie licentiat 1919 i Uppsala. Samma år debuterade han litterärt med diktsamlingen Arvet och gav under de följande 21 åren ut ytterligare fyra samlingar. Han räknas till den grupp poeter som kallas "de borgerliga intimisterna", tillsammans med Karl Asplund och Sten Selander. Med "intimism" avsågs en stil som kännetecknas av motiv från hem och vardagsliv. Som översättare översatte han anglosaxisk lyrik.
Silfverstolpe efterträdde 1941 Albert Engström som ledamot av Svenska Akademien på stol nummer 18. 1942 gavs hans samlade dikter ut. 
Silfverstolpe är begravd på Rytterne kyrkogård i Västmanland. Han var farbror till Göran M Silfverstolpe.

## Utmärkelser

### Svenska utmärkelser
- Konung Gustaf V:s jubileumsminnestecken med anledning av 70-årsdagen, 16 augusti 1928.[1]
- Kommendör av första klassen av Nordstjärneorden, 6 juni 1941.[1]
- Kommendör av andra klassen av Nordstjärneorden, 5 juni 1937.[1]
- Riddare av Nordstjärneorden, 28 april 1932.[1]
- Riddare av Vasaorden, 6 juni 1922.[1]
- Konung Gustaf V:s postkongressjubileumsmedalj, 16 augusti 1924.[1]

### Utländska utmärkelser
- Officer av Belgiska Kronorden, 29 december 1926.[1]
- Riddare av första klassen av Finlands Vita Ros’ orden, 29 juli 1925.[1]
- Officer av Lettiska Tre Stjärnors orden, 23 maj 1929.[1]
- Riddare av Nederländska Oranien-Nassauorden, 4 september 1922.[1]
- Riddare av första klassen av Nederländska Oranienhusorden, 7 oktober 1924.[1]
- Riddare av Spanska Karl III:s orden, 15 december 1928.[1]

### Varia
- Meddelanden från Svenska porträttarkivet : 1. Två porträtt af David Richter den yngre. Stockholm. 1918. Libris 3049929
- Ett 1600-talprojekt till mausoleum för Gustaf II Adolf. Stockholm. 1919. Libris 3049931
- Hedvig Eleonoras Strömsholm : en översikt. Västerås. 1921. Libris 10161416
- Det danska måleriets guldålder. Stockholm. 1922. Libris 3049928
- Silverarbeten av Robert-Joseph Auguste å Stockholms slott. [Stockholm]. 1924. Libris 10025669
- Kort vägledning genom Gustaf III:s paviljong å Haga / [undertecknat:] J.B. och G.M.s-e. Stockholm. 1925. Libris 2585810
- Riddarhusets byggnadshistoria. Stockholm: Victor Pettersson. 1926. Libris 10261458
- Kina slott : vägledning för besökande. Stockholm: Nord. rotogravyr. 1928. Libris 1343250
- Bokbindare i Stockholm 1630-1930 : festskrift. Stockholm: Norstedt. 1930. Libris 886633
- Stockholms slotts silverkammare på sjuttonhundratalet. Stockholm. 1932. Libris 10040838
- Prins Eugéns konst. Stockholm: Nordisk rotogravyr. 1935. Libris 735162
- Fritzes 1837-1937 : minnesskrift, på uppdrag av C.E. Fritzes Kungl. hovbokhandel. Stockholm: Fritzes. 1938. Libris 81403
- Drottningholm, Lovö socken, Stockholms län / av Gunnar Mascoll Silfverstolpe och Åke Stavenow. Stockholm. 193?. Libris 10041154
- Strömsholm, Västmanlands län, Kolbäcks socken. Stockholm. 193?. Libris 10041119
- Albert Engström. Stockholm. 1941. Libris 3049927
- Inträdestal i Svenska akademien den 20 december 1941. Svenska akademiens handlingar, 0349-4543 ; 52. Stockholm. 1942. Libris 1928473
- Mina böcker och andra uppsatser. Bokvännens julbok, 99-1640459-3 ; 1955. Stockholm: Sällsk. Bokvännerna. 1955. Libris 9390

### Samlade upplagor och urval
- Valda dikter. Stockholm: Bonnier. 1934. Libris 27473
- Samlade dikter. Stockholm: Bonnier. 1942. Libris 831339
- Djäknestad : ett urval dikter från skolan och hemmet. Västerås: Sällskapet Arosbröderna. 1956. Libris 8548926. Utgiven till 100-årsdagen av huvudbyggnaden vid invigningen av Västerås högre allmänna läroverk.
- Tre dikter. Västerås: Rytterne hembygdsfören. 1979. Libris 472387

### Översättningar
- Vers från väster: modern engelsk och amerikansk lyrik i svensk tolkning (av Karl Asplund och Gunnar M. Silfverstolpe) (Bonnier, 1922)
- Vers från väster : modern engelsk lyrik i svensk tolkning. Ny samling (av Karl Asplund och Gunnar M. Silfverstolpe) (Bonnier, 1924)
- James Hilton: Adjö, mr Chips! (Goodbye, Mr. Chips!) (Bonnier, 1935)
- James Hilton: Vi är inte ensamma (We are not alone) (Bonnier, 1938)
- John Masefield: De nio dagarnas under (The nine days wonder) (översatt tillsammans med Louis Renner) (Bonnier, 1941)
- Robert Louis Stevenson: Skattkammarön (Treasure Island) (Bonnier, 1941)

## Kända dikter
- Slut på sommarlovet